# Purureche (paroisse civile)
Pour les articles homonymes, voir Purureche.
Purureche est l'une des cinq paroisses civiles de la municipalité de Democracia dans l'État de Falcón au Venezuela. Sa capitale est Purureche.

## Géographie

### Démographie
Hormis sa capitale Purureche située à cheval sur les deux paroisse civiles de Purureche et de Piedra Grande, la paroisse civile ne comporte aucune autre concentration de population notable.